# Damir Djulic
Damir Djulic (* 3. November 1982) ist ein ehemaliger österreichischer Fußballspieler bosnischer Abstammung.

## Karriere
Djulic begann seine Karriere beim FC Wacker Innsbruck. Zur Saison 1995/96 wechselte er zur Abspaltung FC Tirol Innsbruck. Zur Saison 1996/97 kam er in das BNZ Tirol. Ab der Saison 2000/01 spielte er für die drittklassigen Amateure seines Stammklubs Tirol Innsbruck.
Zur Saison 2001/02 wechselte er zum Regionalligisten WSG Wattens. Die Wattener gingen 2002 in einer Spielgemeinschaft mit dem neu gegründeten FC Wacker Tirol auf. Mit der Spielgemeinschaft stieg er am Ende der Saison 2002/03 in die zweite Liga auf. Nach dem Aufstieg wechselte er zur Saison 2003/04 zum Neo-Ligakonkurrenten Kapfenberger SV. Für die Steirer kam er jedoch nicht zum Einsatz. Nach einem halben Jahr bei der KSV kehrte er im Jänner 2004 nach Tirol zurück und schloss sich dem Regionalligisten SV Hall an.
Zur Saison 2005/06 wechselte Djulic zum Zweitligisten FC Kärnten. Sein Debüt in der zweithöchsten Spielklasse gab er im Juli 2005, als er am zweiten Spieltag jener Saison gegen den FK Austria Wien II in der 76. Minute für René Schicker eingewechselt wurde. Bis Saisonende kam er zu sieben Einsätzen für Kärnten. Zur Saison 2006/07 wechselte er zum Ligakonkurrenten FC Lustenau 07. Für die Vorarlberger absolvierte er vier Zweitligaspiele.
Im Jänner 2007 schloss er sich dem Regionalligisten FC Blau-Weiß Linz an. Für die Oberösterreicher kam er zu 14 Einsätzen in der Regionalliga, in denen er zwei Tore machte. Zur Saison 2007/08 kehrte er wieder in seine Tiroler Heimat zurück und wechselte dort zur ebenfalls drittklassigen SVG Reichenau. Für die Innsbrucker machte er in einem halben Jahr 17 Spiele in der Westliga. Im Jänner 2008 wechselte er innerhalb der Liga zurück zum SV Hall. Für Hall spielte er jedoch nur drei Mal. Zur Saison 2008/09 wechselte Djulic in die Steiermark zum fünftklassigen SV Übelbach, für den er zehn Mal in der Oberliga spielte.
Im Jänner 2009 kehrte er wieder nach Hall zurück. Mit Hall stieg er zu Saisonende aus der Regionalliga ab. In einem Jahr bei den Hallern spielte er 20 Mal in der dritt- und vierthöchsten Spielklasse. Im Jänner 2010 wechselte er zum sechstklassigen SV Völs. Mit Völs stieg er 2009/10 in die Landesliga auf und marschierte mit dem Verein 2010/11 direkt durch in die Tiroler Liga. In sieben Jahren in Völs kam Djulic zu 144 Einsätzen und erzielte 58 Tore. In der Winterpause der Saison 2016/17 verließ er den Verein. Nach zwei Jahren ohne Klub wechselte er in der Winterpause der Saison 2018/19 ein zweites Mal zu Reichenau. Für den Regionalligisten kam er allerdings nur zu einem Einsatz. Nach der Saison 2018/19 beendete er seine Karriere.

## Persönliches
Sein Vater Fuad (* 1950) war ebenfalls Fußballspieler.